# Juan Pablo Avendaño
Pour les articles homonymes, voir Avendaño.
Juan Pablo Avendaño (né le 10 mai 1982 à Córdoba, en Argentine) est un footballeur argentin jouant actuellement pour Kayserispor en Turquie. Il joue en position de défenseur arrière. Il mesure 187 cm.

## Biographie
Juan Pablo Avendaño a précédemment joué pour Club Atlético Talleres, Club Atlético Los Andes, Quilmes AC, Arsenal Fútbol Club et Asociación Atlética Argentinos Juniors en Argentine. Il a également évolué au Mexique avec le Club San Luis en 2005.